# カール・フレンツェル
カール・フレンツェル（Karl Frenzel, 1911年8月28日 - 1996年9月2日）は、ナチス・ドイツ親衛隊（SS）の下士官。最終階級は親衛隊曹長（SS-Oberscharführer）。グスタフ・ワーグナーと並んでソビブル強制収容所の悪名高い看守の一人。

## 略歴
ドイツのツェーデニック出身。オラニエンブルクの小学校を卒業したあと、大工としての職業訓練を受け、グリューネベルクの弾薬工場で働いた。
1930年にナチス党に入党している（党員番号334,948）。熱心に党活動に励んだフレンツェルは党首アドルフ・ヒトラーより直々に「名誉のダガー」を授与される名誉にあずかっている。1940年1月にはT4作戦（障害者等の安楽死計画）に参加している。その後、ポーランド・ルブリン地区へ派遣され、同地の親衛隊・警察高級指導者であるオディロ・グロボクニクの推薦で親衛隊曹長に昇進したのち、1942年4月28日からソビブル強制収容所に勤務した。
ソビブルでの彼はグスタフ・ワーグナーに次いで残虐な看守として囚人たちから恐れられていた。駅に到着したばかりのユダヤ人を働かせる者とガス室に送る者の選別をする作業もワグナーとフレンツェルに任せられていた。1943年10月の囚人の大脱走の際にはSS看守が囚人たちに多数殺害されたが、フレンツェルは生き残っている一人である。この騒ぎでソビブル強制収容所が閉鎖されたのちはイタリアへ送られ、パルチザン狩りに従事した。
戦後はミュンヘン近くの米軍の捕虜収容所に入れられていたが、1945年11月には釈放された。ゲッティンゲンの撮影スタジオで働いていたが、やがてソビブルでおこなったユダヤ人への虐殺行為が露見し、1962年に西ドイツ警察により拘留された。その後、1966年に終身刑判決を受けた。しかし健康状態が悪化したため1982年に釈放された。その後、再度終身刑判決を受けたが、やはり健康状態が悪いので執行はされなかった。晩年はハノーファーの老人ホームで暮らし、1996年に死去した。「もう一度よく考えてみると自分は有罪だと感じる。我々は当時悪事を行ったのだから。ユダヤ人をめぐる出来事のすべてが犯罪だった。自分がそれに加担したことを私は残念に思う」と反省の弁を述べた。85歳没。
ソビブルの囚人の大脱走を描いた『脱走戦線 ソビボーからの脱出（Escape from Sobibor）』（1987年イギリス）ではクルト・リーブがフレンツェルを演じている。また、『ヒトラーと戦った22日間』（Sobibor),（2018年ロシア）ではクリストファー・ランバートがフレンツェルを演じた。